# Xã Iowa, Quận Douglas, South Dakota
Xã Iowa (tiếng Anh: Iowa Township) là một xã thuộc quận Douglas, tiểu bang Nam Dakota, Hoa Kỳ. Năm 2010, dân số của xã này là 109 người.